# Myriocephalus occidentalis
Myriocephalus occidentalis là một loài thực vật có hoa trong họ Cúc. Loài này được (F.Muell.) P.S.Short mô tả khoa học đầu tiên năm 1993.